# 青海苜蓿
青海苜蓿（学名：Medicago archiducis-nicolai）为豆科苜蓿属下的一个种。

## 扩展阅读
- 維基物種上的相關：青海苜蓿